# NCSM Haida (G63)
 (janvier 2012).
Si vous disposez d'ouvrages ou d'articles de référence ou si vous connaissez des sites web de qualité traitant du thème abordé ici, merci de compléter l'article en donnant les références utiles à sa vérifiabilité et en les liant à la section « Notes et références ».
Le NCSM Haida (G63) était un navire de la Marine royale canadienne. Il a coulé le plus gros tonnage de surface de toute l'histoire militaire du Canada. Le Haida est le seul survivant de la classe Tribal. Entre 1937 et 1945, il y eut 27 destroyers de ce type construits pour la Royal Navy, la Marine royale canadienne et la Royal Australian Navy.

## Opérations
Après avoir été construit à Newcastle upon Tyne en Angleterre pour la Marine royale canadienne, le Haida fut assigné à la 10e flottille de destroyers stationnée à Plymouth en Angleterre au début de l'année 1944. Il eut une brillante carrière au cours de la Seconde Guerre mondiale. En effet, il reçut le surnom du navire « le plus combattant de la Marine royale Canadienne » (« The Fightingest Ship in the RCN ») après avoir coulé 14 navires ennemis au cours de patrouilles dans la Manche et le golfe de Gascogne.
Il effectua également deux services militaires pendant la guerre de Corée.

## Retrait du service actif
Après sa mise en retraite, le navire fut cédé à une organisation publique qui cherchait à en faire un musée. Le Haida fut retiré du service le 11 octobre 1963, emmené à Toronto en Ontario et mouillé à quai le long de la rue York. Lorsque l'organisation Haida Inc. connut des difficultés financières en 1970, le gouvernement provincial reprit la possession du navire et le déplaça vers la place Ontario où il fut ouvert au public à partir de 1971 au titre d'attraction au sein du parc gouvernemental. Il fut également utilisé comme complexe d'entraînement pour les Cadets de la Marine royale canadienne.
Il fut ouvert au public jusqu'en 2002, date à laquelle le navire fut acquis par l'agence gouvernementale Parcs Canada qui entreprit une restauration de son blindage et de sa superstructure pour un coût total de cinq millions de dollars. Le 30 août 2003, le soixantième anniversaire de son enrôlement dans la Marine royale canadienne, fut le témoin de son transfert vers Hamilton où le navire devint le point central d'un front de mer revitalisé.
En juillet 2006, le NCSM Haida a été jumelé avec le destroyer polonais ORP Błyskawica lors d'une cérémonie à Gdynia en Pologne, les deux navires ayant servi ensemble au sein de la 10e flottille de destroyers pendant la Seconde Guerre mondiale et notamment participé à la bataille d'Ouessant en juin 1944. Plusieurs anciens membres d'équipage étaient présents ainsi qu'un large public. Une cérémonie analogue était prévue au Canada[réf. nécessaire] en 2007.

## Galerie de photos

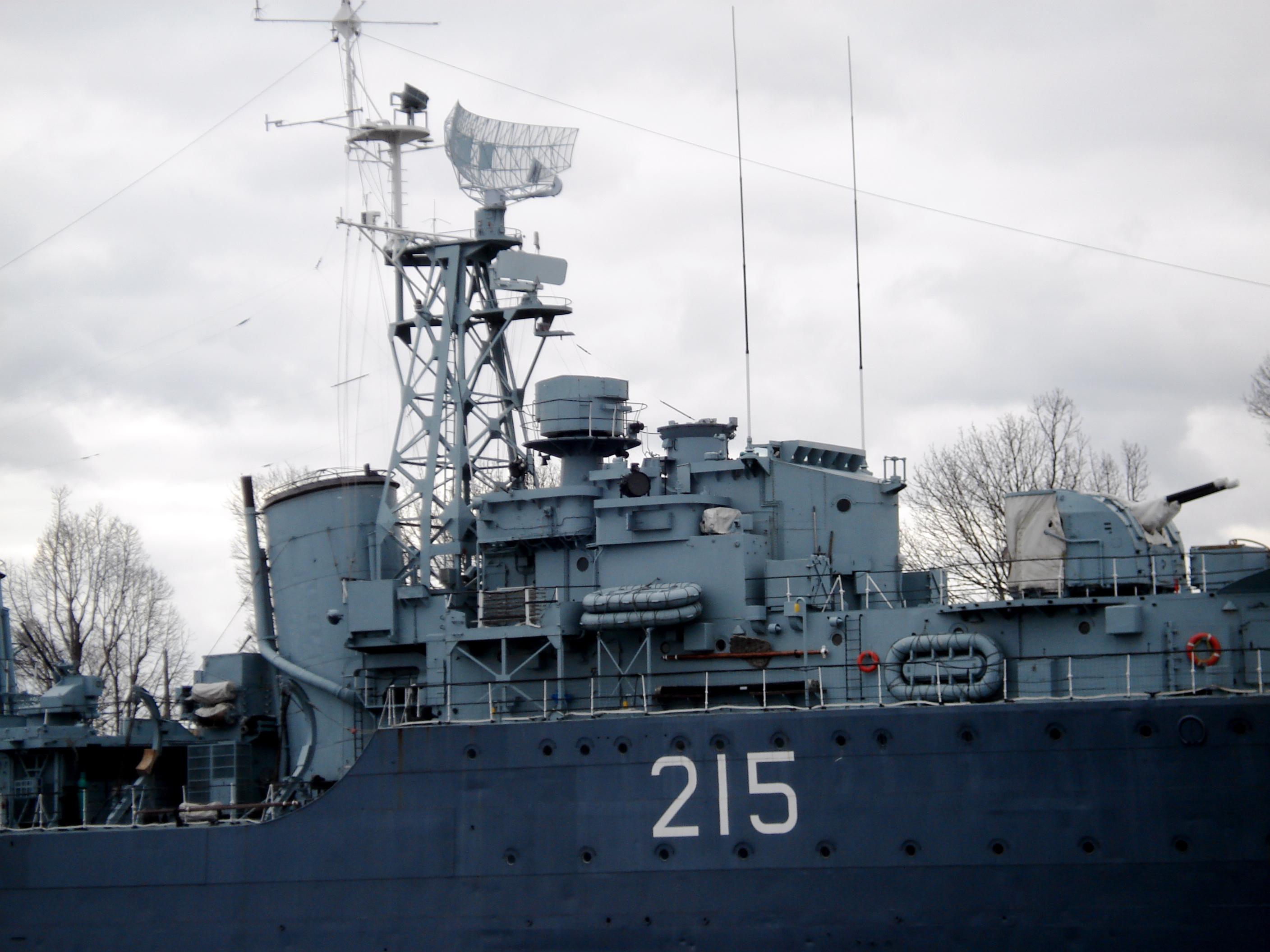
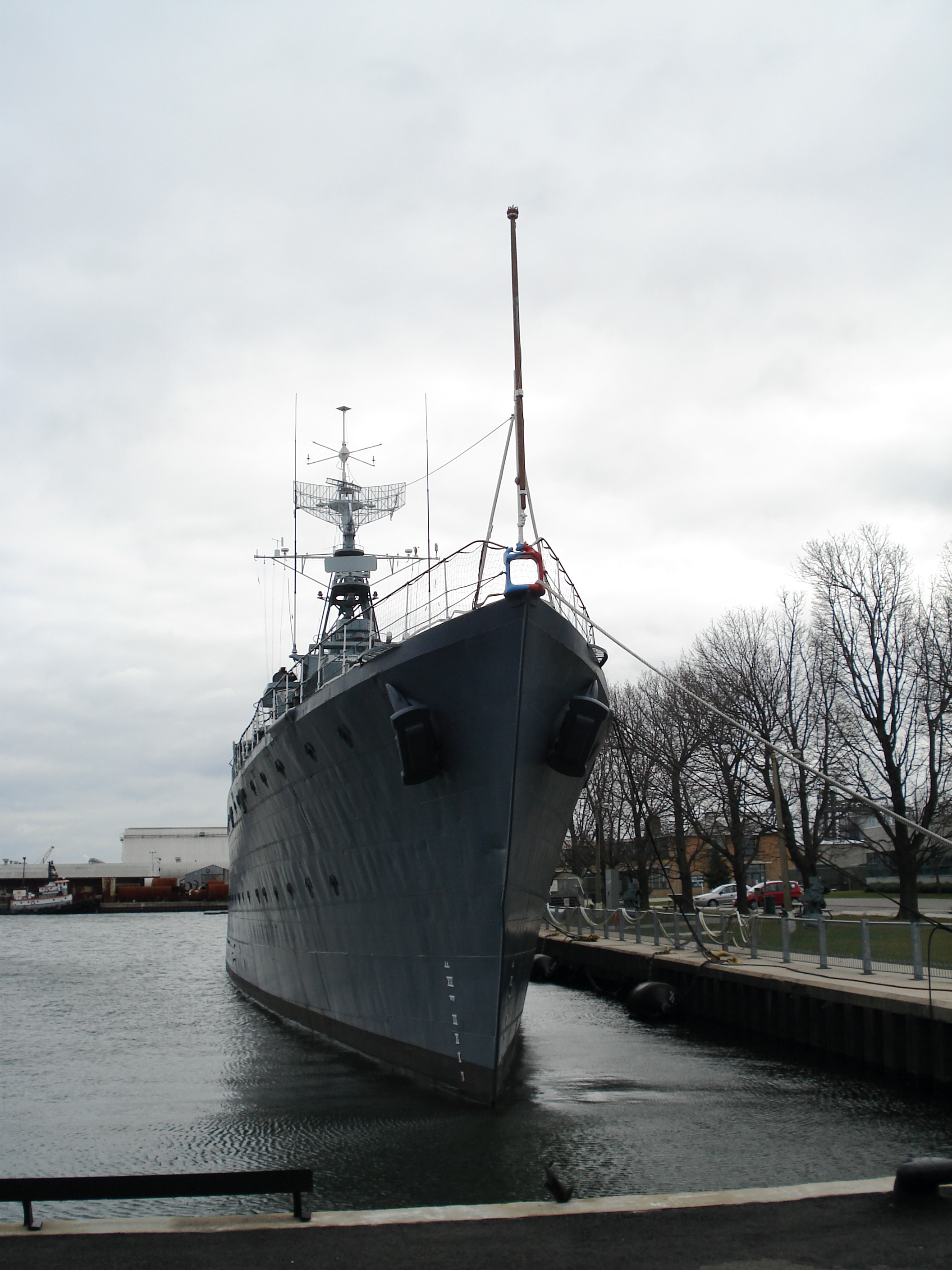
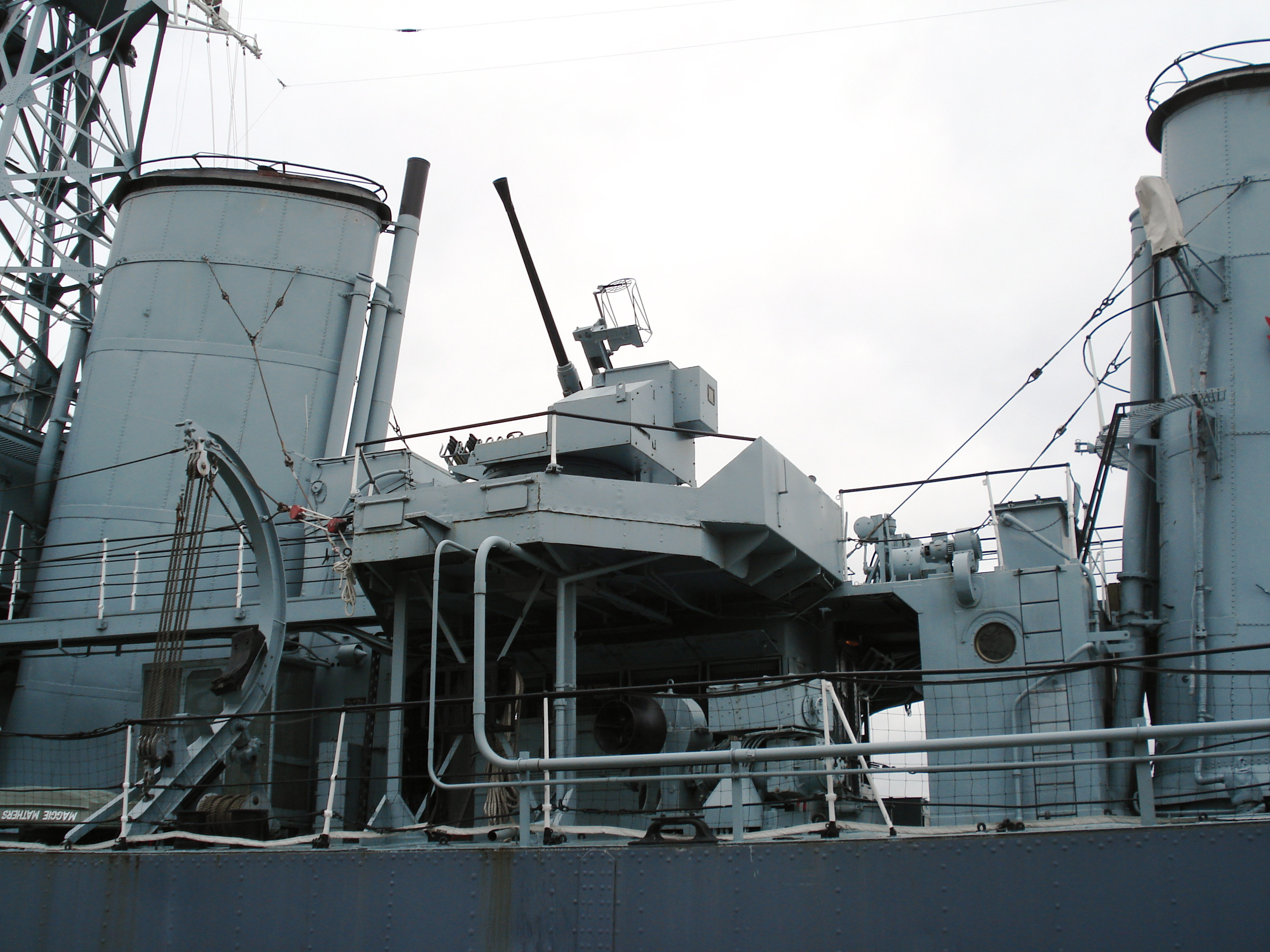
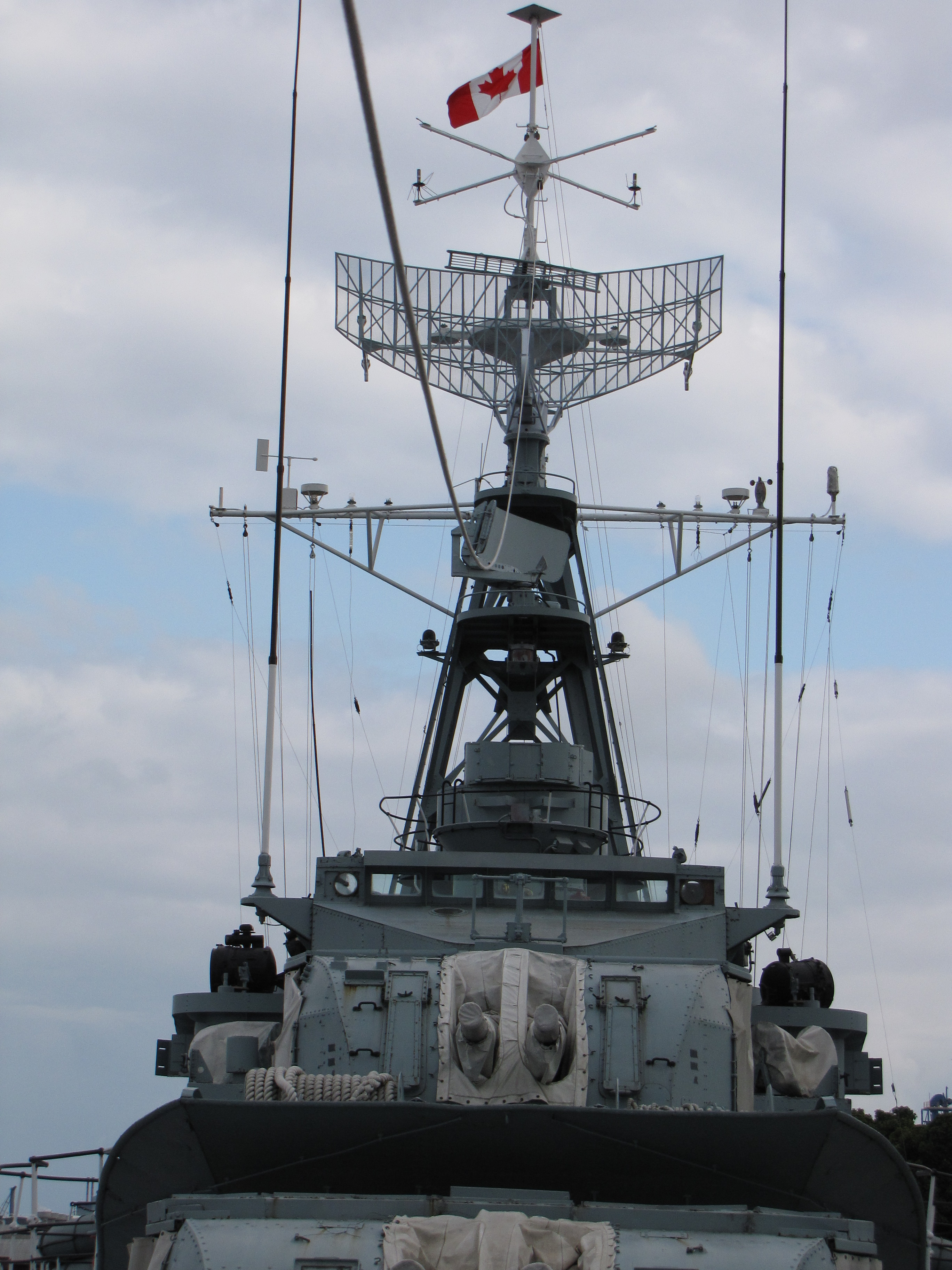
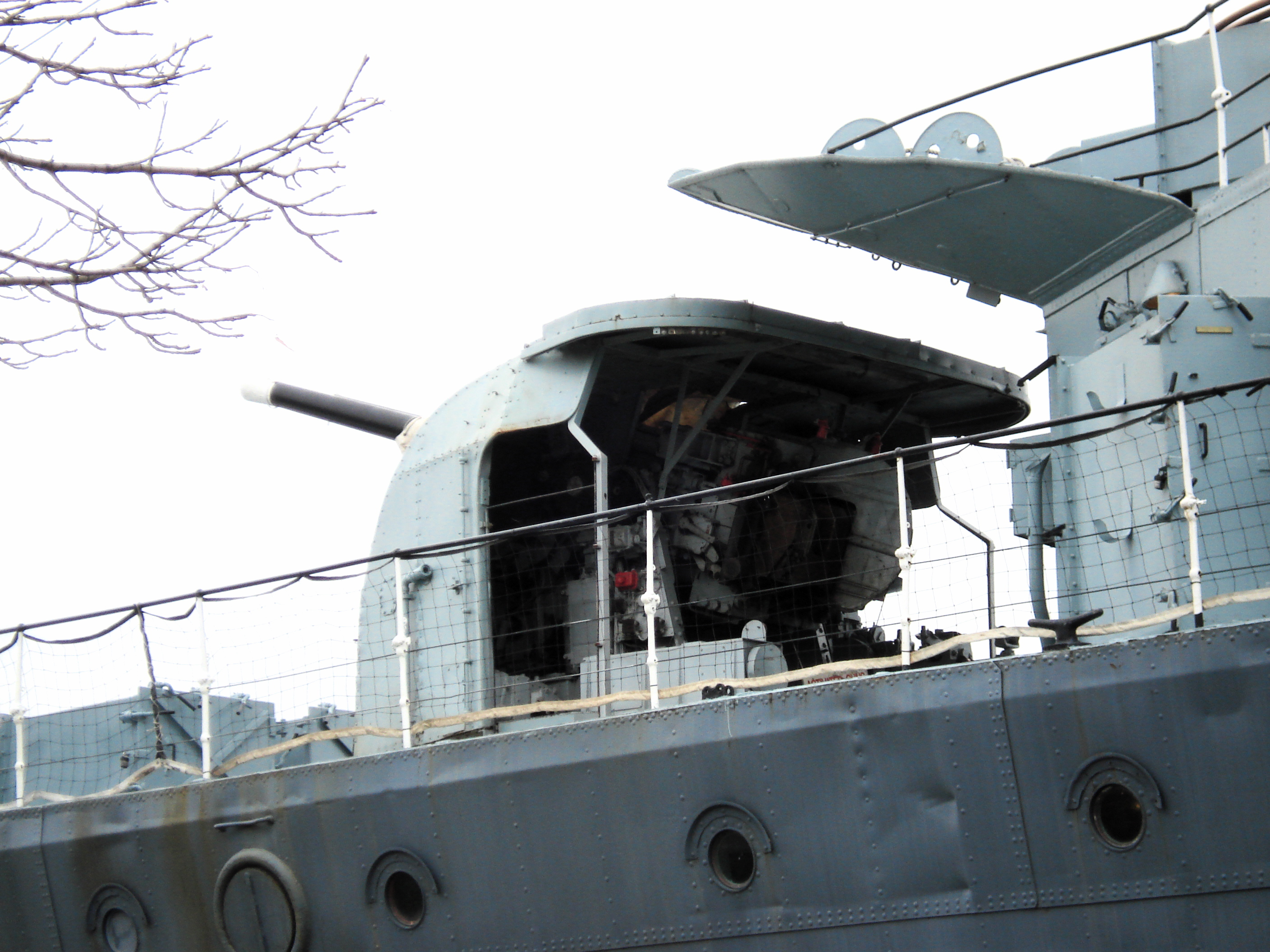
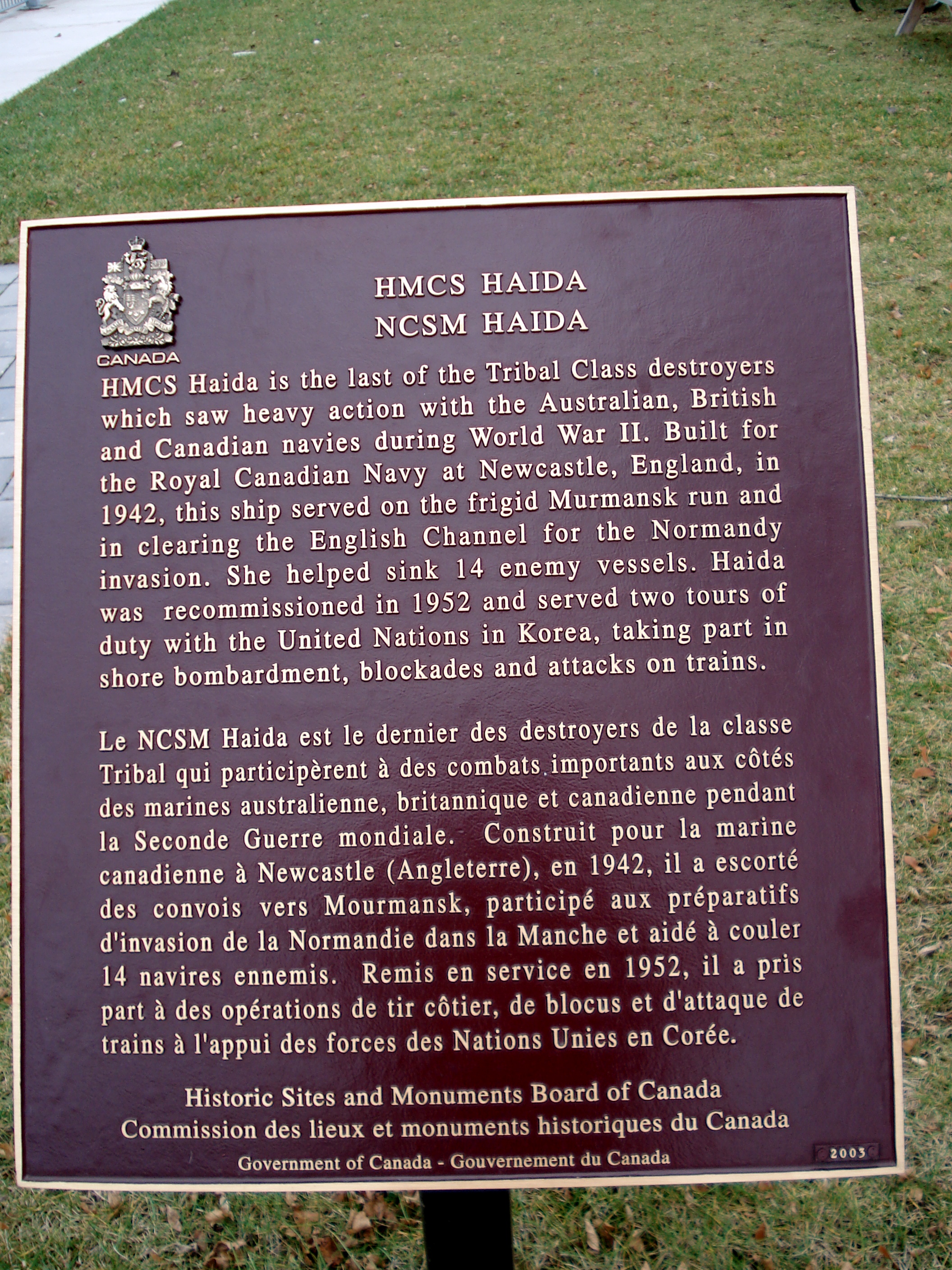
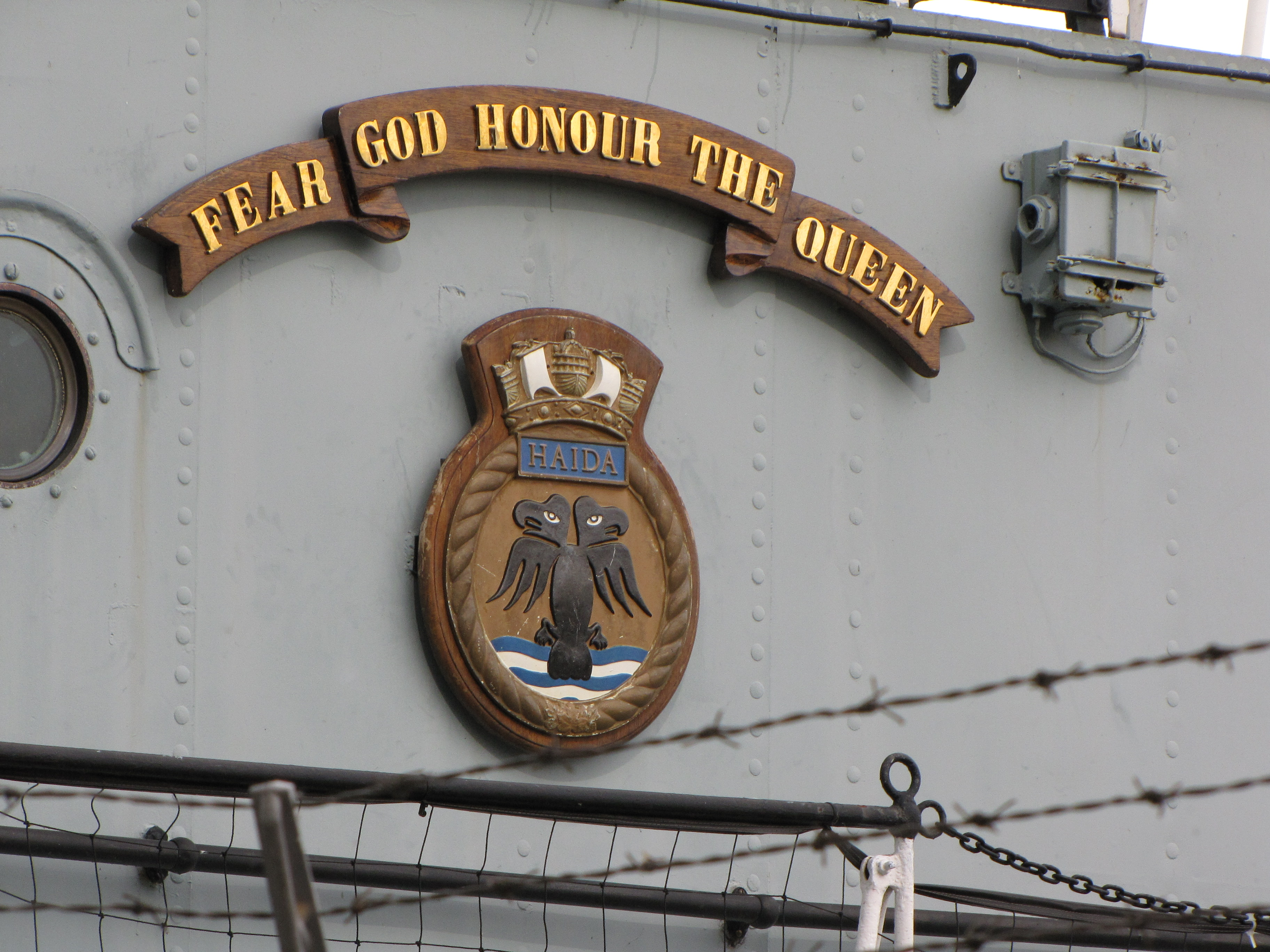